# Oonops placidus corsicus
Oonops placidus là một loài nhện trong họ Oonopidae.
Loài này thuộc chi Oonops. Oonops placidus corsicus được miêu tả năm 1916 bởi Dalmas.